# Rolling Stone (Brasil)
Rolling Stone Brasil es un actual portal de noticias brasileño y una antigua revista publicada en el mismo país entre 2006 y 2018 por la editorial Spring. Es una de las varias versiones internacionales de la revista Rolling Stone, publicada en Estados Unidos desde 1967.
Esta es la segunda versión publicada en Brasil: en 1972 la revista había sido editada de forma independiente pero sin ser licenciada por el original, siendo considerada una versión "pirata" de Rolling Stone.
En mayo de 2018, se anunció el fin de la publicación mensual de Rolling Stone Brasil, manteniendo solo las ediciones impresas especiales.